# Tomás Badaloni
Tomás Oscar Badaloni (Villa Nueva, 2 maggio 2000) è un calciatore argentino, attaccante del Necaxa.

## Caratteristiche tecniche
Centravanti fisico bravo nel gioco aereo, sa calciare bene con entrambi i piedi ed effettua spesso sponde per i compagni a rimorchio. Viene paragonato a Lucas Alario.

## Carriera
Cresciuto nel settore giovanile del Godoy Cruz, ha esordito in prima squadra il 27 luglio 2019 disputando l'incontro di Primera División perso 3-2 contro il San Lorenzo, nell'occasione ha segnato anche la rete del momentaneo 1-1.

## Statistiche
Statistiche aggiornate al 18 agosto 2019.

### Presenze e reti nei club
| Stagione        | Squadra         | Campionato      | Campionato | Campionato | Coppe nazionali | Coppe nazionali | Coppe nazionali | Coppe continentali | Coppe continentali | Coppe continentali | Altre coppe | Altre coppe | Altre coppe | Totale | Totale | Totale |
| Stagione        | Squadra         | Comp            | Pres       | Reti       | Comp            | Pres            | Reti            | Comp               | Pres               | Reti               | Comp        | Pres        | Reti        | Pres   | Reti   |        |
| --------------- | --------------- | --------------- | ---------- | ---------- | --------------- | --------------- | --------------- | ------------------ | ------------------ | ------------------ | ----------- | ----------- | ----------- | ------ | ------ | ------ |
| 2019-2020       | Godoy Cruz      | PD              | 4          | 1          | CA              | 0               | 0               |                    | -                  | -                  |             | -           | -           | 4      | 1      |        |
| Totale carriera | Totale carriera | Totale carriera | 4          | 1          |                 | 0               | 0               |                    | -                  | -                  |             | -           | -           | 4      | 1      |        |